# Дом, в котором я живу
«Дом, в кото́ром я живу́» — советский художественный фильм, снятый на Московской киностудии художественных фильмов имени М. Горького в 1957 году режиссёрами Львом Кулиджановым и Яковом Сегелем.
Премьера фильма в СССР состоялась 23 декабря 1957 года.
Лидер советского кинопроката (1957, девятое место) — 28,9 миллионов зрителей.
Первая роль в кино Жанны Болотовой.

## Сюжет
1935 год. В новый дом на окраине Москвы, в коммунальную квартиру, въезжают две семьи: Давыдовы с тремя детьми и молодожёны — Дмитрий и Лида Каширины. Давыдовы — главные герои картины, вокруг которых разворачивается основное действие. Дети растут, и они, и окружающие их взрослые ищут своё место в жизни, ищут ответы на вопросы, кем быть и какими быть, ссорятся, мирятся, строят отношения, рушат их.
Лида Каширина не любит своего мужа Дмитрия, геолога, постоянно уезжающего в экспедиции. Во время одной из отлучек Дмитрия на побывку к Давыдовым приезжает их сын Константин — военнослужащий. Между Константином и Лидой вспыхивает страсть. Лида чувствует себя предательницей, а Клавдия Кондратьевна Давыдова — мать Константина — открыто выражает ей свое презрение. Вернувшийся из экспедиции Дмитрий ни о чём не подозревает и не может понять, почему его жена готова бежать из дома…
Сергей Давыдов с детства любит Галю Волынскую. Галя взрослеет и мечтает стать актрисой. Сергей ревнует подругу к её мечте. Мало кто готов понять её желание. Но Галя упорна и даже ходит заниматься к известной в прошлом артистке, чтобы поступить в театральное училище…
Сам Сергей под влиянием Дмитрия Каширина увлекается геологией.
Неожиданно мирную жизнь героев взорвала война, резко изменив их взгляды на жизнь, отношение друг к другу, жизненные ценности. Для кого-то из них война становится роковой чертой.
Не возвращаются с войны Дмитрий Каширин и Павел Давыдов. Константин Давыдов теперь инвалид. Сергей Давыдов вернулся героем, не зная, что мечтательница Галя убита…
Но после Победы герои картины пытаются начать новую жизнь. Сергей поступает в геологический институт. Константин надеется, что Лида простит себя и ответит на его чувства к ней, которые остались неизменными. Даже Клавдия Кондратьевна меняет к Лиде своё отношение…

## В ролях
- Владимир Земляникин — Серёжа
- Евгений Матвеев — Константин
- Римма Шорохова — Катя
- Николай Елизаров — Павел Давыдов, отец Сергея, Константина и Кати
- Валентина Телегина — Клавдия Кондратьевна, мать Сергея, Константина и Кати
- Павел Шальнов — Николай, муж Кати
- Михаил Ульянов — Дмитрий Фёдорович Каширин, геолог
- Нинель Мышкова — Лидия Ивановна, жена Дмитрия (в титрах указана как Е. Мышкова)
- Клавдия Еланская — Ксения Николаевна, актриса
- Жанна Болотова — Галя Волынская
- Клеопатра Альперова — Елена Петровна, мать Гали
- Лев Кулиджанов — Вадим Николаевич, отец Гали (единственная роль в кино)
- Юра Мясников — Серёжа в детстве
- Зоя Данилина — Галя в детстве
- Прасковья Постникова — соседка Волынских
- Людмила Смирнова — почтальон
- Екатерина Мазурова — Серафима, домработница Ксении Николаевны
- Оля и Таня Малышевы — Майка, дочь Кати и Коли
- Валентин Буров — гость
- Лариса Жуковская — гостья
- Виктор Степанов — юноша
- Прасковья Постникова — соседка

Песню композитора Юрия Бирюкова на слова Алексея Фатьянова «Тишина за Рогожской заставою» исполняет Николай Рыбников.

## Съёмочная группа
- Авторы сценария — Иосиф Ольшанский и Нина Руднева (в титрах не указана)
- Режиссёры-постановщики — Лев Кулиджанов, Яков Сегель
- Оператор — Вячеслав Шумский
- Режиссёр — Клеопатра Альперова
- Художник — Владимир Богомолов
- Второй оператор — Владимир Чибисов
- Композитор — Юрий Бирюков
- Звукооператор — Дмитрий Белевич
- Художник по костюмам — Екатерина Александрова
- Монтаж — Лидии Родионовой
- Художник-гримёр — Софья Филёнова
- Текст песни — Алексея Фатьянова
- Редактор фильма — Вера Бирюкова
- Комбинированные съёмки:
Оператор — К. Алексеев
Художник — С. Иванов
- Государственный симфонический оркестр Главного Управления по производству фильмов
Дирижёр — Григорий Гамбург
- Директор фильма — Н. Петров

## Награды и премии
- 1956 — Первая премия Иосифу Ольшанскому на Всесоюзном конкурсе на лучший киносценарий.
- 1957 — Один из лучших фильмов (пятый в рейтинге года) по опросу читателей газеты «Советская культура»[1].
- 1958 — Премия «За лучшую постановку» и Премия Генерального комиссариата секции ООН режиссёрам Льву Кулиджанову и Якову Сегелю на Всемирной выставке в Брюсселе[4].
- 1958 — Особый приз Первого ВКФ в Москве режиссёрам Льву Кулиджанову и Якову Сегелю[4][5].

## Факты
- В одной из сцен, происходящей 22 июня 1941 года, на стене показан знаменитый плакат «Родина-мать зовёт!», который, вероятно, был создан уже после начала войны.